# Hacienda Paredes
Hacienda Paredes es un barrio perteneciente al distrito Este de la ciudad andaluza de Málaga, España. Según la delimitación oficial del ayuntamiento, limita al norte con la Ronda Este; al este, con los barrios de La Mosca, Valle de los Galanes y El Polvorín; al sur, con Pedregalejo y Torre de San Telmo; y al oeste, con Cerrado de Calderón.

## Transporte
En autobús está conectado al resto de la ciudad mediante las siguientes líneas de la EMT: 
| Línea | Trayecto                                | Recorrido | Frecuencia    |
| ----- | --------------------------------------- | --------- | ------------- |
| 33    | Alameda Principal - Cerrado de Calderón | Recorrido | 25-35 minutos |